# Jakub Józef Jeleński
Jakub Józef Jeleński herbu własnego (zm. przed 1805) – sędzia grodzki rosieński, pisarz grodzki szawelski, rotmistrz powiatu wilkijskiego, poseł na sejm 1786 roku, szambelan Jego Królewskiej Mości.
Będąc żydowskim neofitą został nobilitowany na sejmie 1764 roku. Żonaty z Konstancją z Kiełpszów, miał synów: Józefa i Wiktora.
Deputat Księstwa Żmudzkiego na  Trybunał Główny Wielkiego Księstwa Litewskiego kadencji wileńskiej w 1769/1770 roku i kadencji ruskiej 1783/1784 roku.